# 天翁院

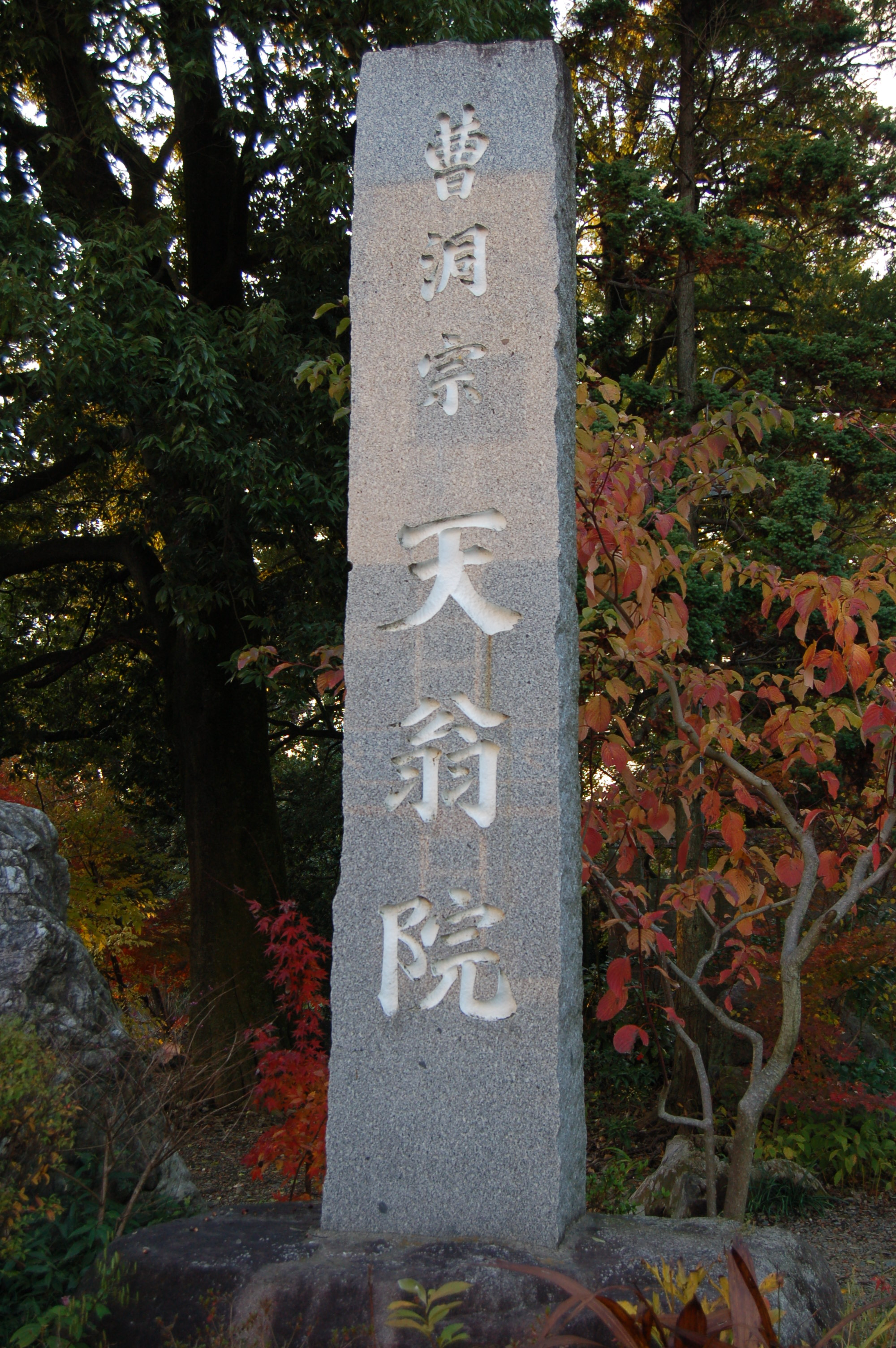

天翁院（てんのういん）は、栃木県小山市本郷町一丁目にある曹洞宗の寺院。

## 概要
小山祇園城跡の一角にあり、小山氏の菩提寺として知られる。久寿2年（1155年）、小山政光の開基といわれる。当初は北山（小山市中久喜地内）に創建されたが、文明4年（1472年） 、小山持政が培芝正悦（ばいし　しょうえつ）を中興開山の師として招聘し、現在地に移建した。とくに18代小山高朝に崇敬され、この頃に小山市の菩提寺として発展した。
院号の天翁院は、小山高朝の法名「天翁考運」にちなむ。

## 境内
境内は約一万五千坪に及び、城山公園に隣接している。もともと祇園城の一角にあったため、境内には現在も土塁や空堀の跡が残っている。参道には多くの地蔵や、石碑、歌碑などが立ち並び、参道横にあるコウヤマキは樹齢400年以上とされ、小山市の天然記念物に指定されている。
また、小山市累代の墓所とされる一角には合わせて7基の五輪塔、宝篋印塔があり、小山氏の顕彰碑などもある。

## 文化財

### 栃木県指定文化財
- 絹本着色培芝正悦像[2]

### 小山市指定文化財
- 天翁院蔵板碑(69基)
- 小山高朝書状
- 天翁院のコウヤマキ